# サン・ジョルジョ・デル・サンニオ
サン・ジョルジョ・デル・サンニオ（イタリア語: San Giorgio del Sannio）は、イタリア共和国カンパニア州ベネヴェント県にある、人口約1万人の基礎自治体（コムーネ）。

## 地理

### 位置・広がり
ベネヴェント県のコムーネ。県都ベネヴェントから南東へ10kmの距離にある。

#### 隣接コムーネ
隣接するコムーネは以下の通り。
- アーピチェ
- カルヴィ
- パドゥーリ
- サン・マルティーノ・サンニータ
- サン・ナッツァーロ
- サン・ニコーラ・マンフレーディ

## 行政

### 分離集落
以下の分離集落（フラツィオーネ）がある。
- Cardarella Tuoppolo, Cesine, Cuocci Ambrosino, Ginestra, Marzani, Monterone, Porreta Fustelle, San Giovanni Morcopio, San Rocco, Sant'Agnese, Sterpara, Costa d'Arco